# سوفان ثونغسونغ
سوفان ثونغسونغ (بالتايلندية: สุพรรณ ทองสงค์)‏ (26 أغسطس 1994 ببانكوك في تايلاند - ) هو لاعب كرة قدم تايلندي في مركز قلب الدفاع. لعب مع نادي موانغتونغ يونايتد وSamutsongkhram F.C. ‏ وAssumption United F.C. ‏.

## وصلات خارجية
- سوفان ثونغسونغ على موقع الاتحاد الآسيوي (الإنجليزية)
- سوفان ثونغسونغ على موقع قاعدة بيانات كرة القدم.إي يو (الإنجليزية)
- سوفان ثونغسونغ على موقع ناشيونال فوتبول تيمز (الإنجليزية)
- سوفان ثونغسونغ على موقع Soccerway.com (الإنجليزية)
- سوفان ثونغسونغ على موقع عالم كرة القدم.نت (الإنجليزية)